# Gebäude Schloßstraße 30 (Schwerin)
Das Gebäude Schloßstraße 30, auch selten  Skraffitohaus genannt, in Schwerin, Stadtteil Altstadt, Schloßstraße 30, Ecke Mecklenburgstraße 43, ist ein Baudenkmal in Schwerin. Heute ist es ein Wohn- und Geschäftshaus.

## Geschichte

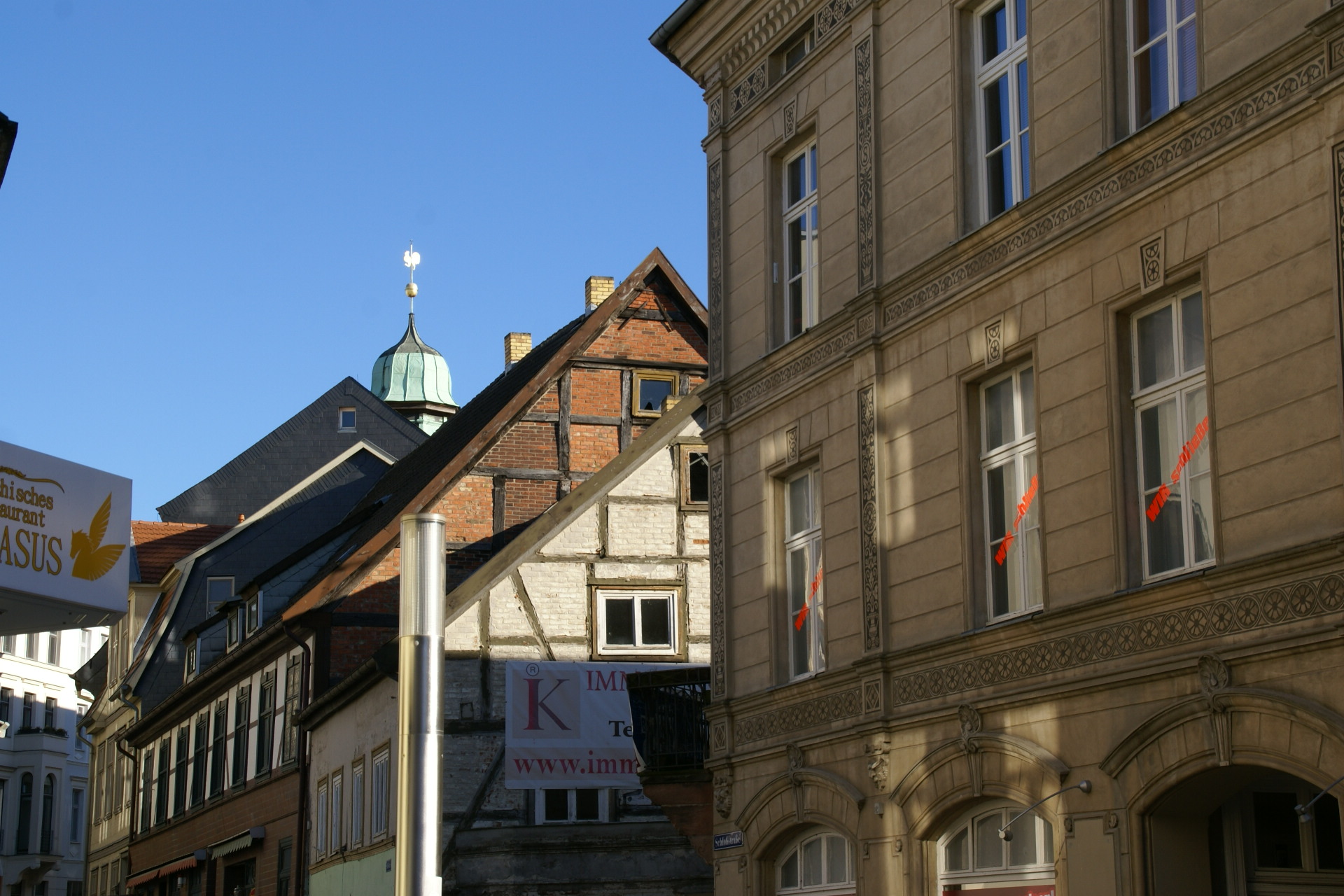
Schloßstraße: Vorne die Nr. 30

Hier stand die ehemalige Binnenmühle Schwerin (auch Gräfenmühle genannt), eine Wassermühle, die rund 700 Jahre lang eine bedeutende Rolle für die Stadt spielte. Sie wurde bis 1853 betrieben und danach zugunsten einer städtischen Bebauung aufgegeben. Der Fließgraben vom Pfaffenteich zum Burgsee vorbei an der Mühle wurde am Anfang des 20. Jahrhunderts verrohrt.
In dem drei- und viergeschossigen neoklassizistischen Gebäude von etwa 1870 mit der Neorenaissance-Fassade, dem markanten zweigeschossigen reich verzierten Erker und dem betont auskragenden Gesims sind Fachwerkelemente vom dreigeschossigen Wohnhaus des Müllers und vom viergeschossigen Mühlenfachwerkgebäude enthalten. An der Hofseite zur Klosterstraße ist das Fachwerk noch erhalten. 1889 erwarb der Lederwarenhändler Heinrich Herbordt aus Schwerin das Gebäude und es verblieb im Familieneigentum.
Im sanierten Gebäude befinden sich heute Läden sowie Büros und Wohnungen. Von 1996 bis 2001 befand sich hier auch die Petermännchen-Apotheke.